# Hora punta
|  | Per a altres significats, vegeu «Hora punta (pel·lícula)». |

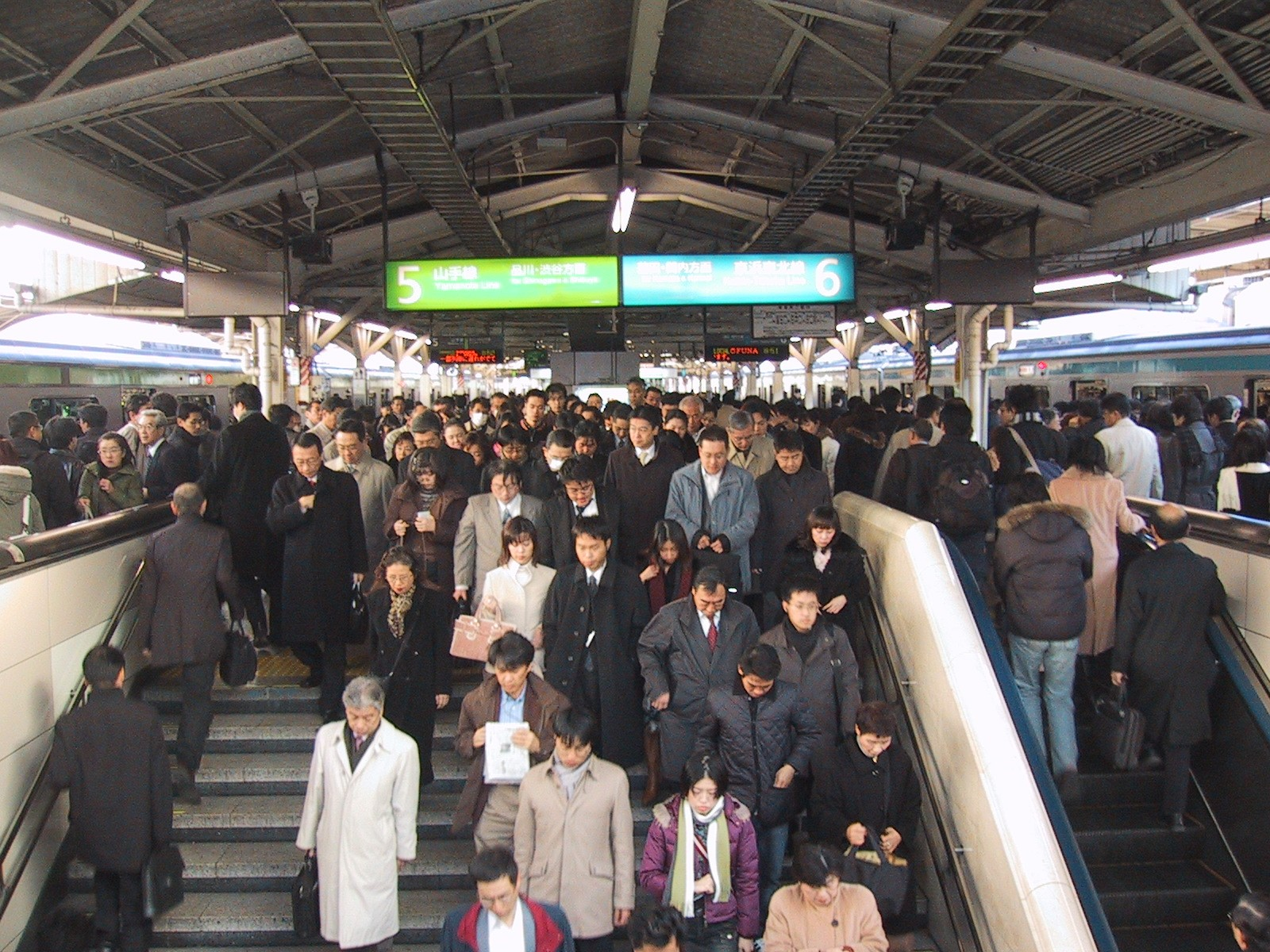
Hora punta a Tòquio.

L'hora punta o hora pic es refereix a les diferents hores en les quals es produeixen regularment congestions a la via pública, i poden suposar tant una sobredemanda o congestió vehicular a les autopistes i a les avingudes principals, com també la saturació del transport públic, i la principal raó per la qual es produeixen aquestes congestions és el fet que, en les grans ciutats, la major part de la massa laboral es retira dels seus llocs de treball a una mateixa hora.
El nom no és molt concret, ja que no sol es tracta només d'una hora al dia, es pot produir en diversos moments d'un dia, com ara l'hora de dinar, el matí o la tarda. Durant l'hora punta se solen produir embussos i congestions a les carreteres que comuniquen les ciutats principals amb les anomenades ciutats dormitori, així com en algunes avingudes principals en la mateixa ciutat i als els serveis de transport públic (autobusos, metro, etc.) En general resulten en una demanda més gran que l'oferta disponible, el que provoca retards per les aglomeracions.
El concepte s'aplica en altres camps com ara la producció d'electricitat, el consum de telèfon, l'horari de màxima audiència, les connexions a Internet. Referit al trànsit telefònic, es parla d'hora punta quan totes les línies entre dues ubicacions estan ocupades simultàniament i algunes trucades no poden progressar.
Com que la demanda és variable, les instal·lacions han de ser calculades per acceptar més càrrega que la mitjana. Per intentar equilibrar la demanda d'aquests serveis al llarg del dia s'ofereixen diferents tarifes en hores puntes de manera que els usuaris tendeixen a moderar el desequilibri de demanda al llarg del dia.

## Gestió del tràfic per país

### Brasil
A São Paulo, Brasil, a cada vehicle se li assigna un dia determinat de la setmana en el qual no pot circular per les carreteres durant les hores punta (de 7 a 10 del matí i de 5 a 8 de la tarda). El dia de la setmana per a cada vehicle es deriva de l'últim dígit en el nombre de placa i la policia de trànsit fa complir la regla (1 i 2 per als dilluns, 3 i 4 per als dimarts, 5 i 6 per als dimecres, 7 i 8 per als dijous i divendres 9 i 10). Aquesta política té com a objectiu reduir el nombre de vehicles en les carreteres i fomentar l'ús d'autobusos, metre i tren urbà.

### Canadà
A Toronto, l'hora punta sol durar de 6:30 a 9:30 del matí i més tard de les 3:00 de la tarda fins a les 7:00. Mont-real, no obstant això, té hores punta de les 6:30–8:30 del matí i 3:30–5 de la tarda.
A les ciutats d'Edmonton i Calgary, l'hora punta sol durar de 7 a 9 del matí i comença de nou a les 2:30 a 6 del matí. El tràfic aclaparant causa retards significatius en les autopistes i rutes de rodalies, en particular Anthony Henday Drive en Edmonton, on la província s'ha compromès a ampliar, i Deerfoot Trail en Calgary. Whitemud Drive i Yellowhead Trail d'Edmonton també són notables com les autopistes més transitades després d'Anthony Henday Drive (Yellowhead és solament una autopista del 75%, encara que la construcció està en curs fins a la seva finalització), mentre que Crowchild Trail de Calgary i Stoney Trail en construcciónson els més concorreguts després de Deerfoot. Ambdues ciutats i Alberta estan treballant en formes de millorar el flux de tràfic, com l'ampliació, les millores d'intercanvi i els sistemes de col·lector-distribuïdor que es proposen per a Anthony Henday Drive i Stoney Trail, respectivament.
La part de Vancouver de l'autopista Trans-Canada té carrils per a vehicles d'alta ocupació, a més de carrils estàndard per a tots els automòbils. Aquests carrils estan destinats a millorar el flux de tràfic fomentant l'ús compartit de l'automòbil i el transport públic. Richmond, part de la regió metropolitana de Vancouver, també està construint un nou enllaç en l'autopista Stevenson i l'autopista 99 de Columbia Britànica, que serà la primera del seu tipus en Columbia Britànica en un esforç per millorar el flux de tràfic.
Harvey Avenue de Kelowna també compta amb carrils HOV, encara que els residents han criticat la seva existència com a redundant i innecessària a causa de la població de Kelowna. Des de llavors, la ciutat de Kelowna ha reduït els seus horaris de tot el dia, tots els dies, de 7 del matí a 7 de la tarda, De dilluns a divendres. L'hora punta sol ser de 7 del matí a 9 de la tarda, així com de 3 del matí a 5 de la tarda.

### Xina

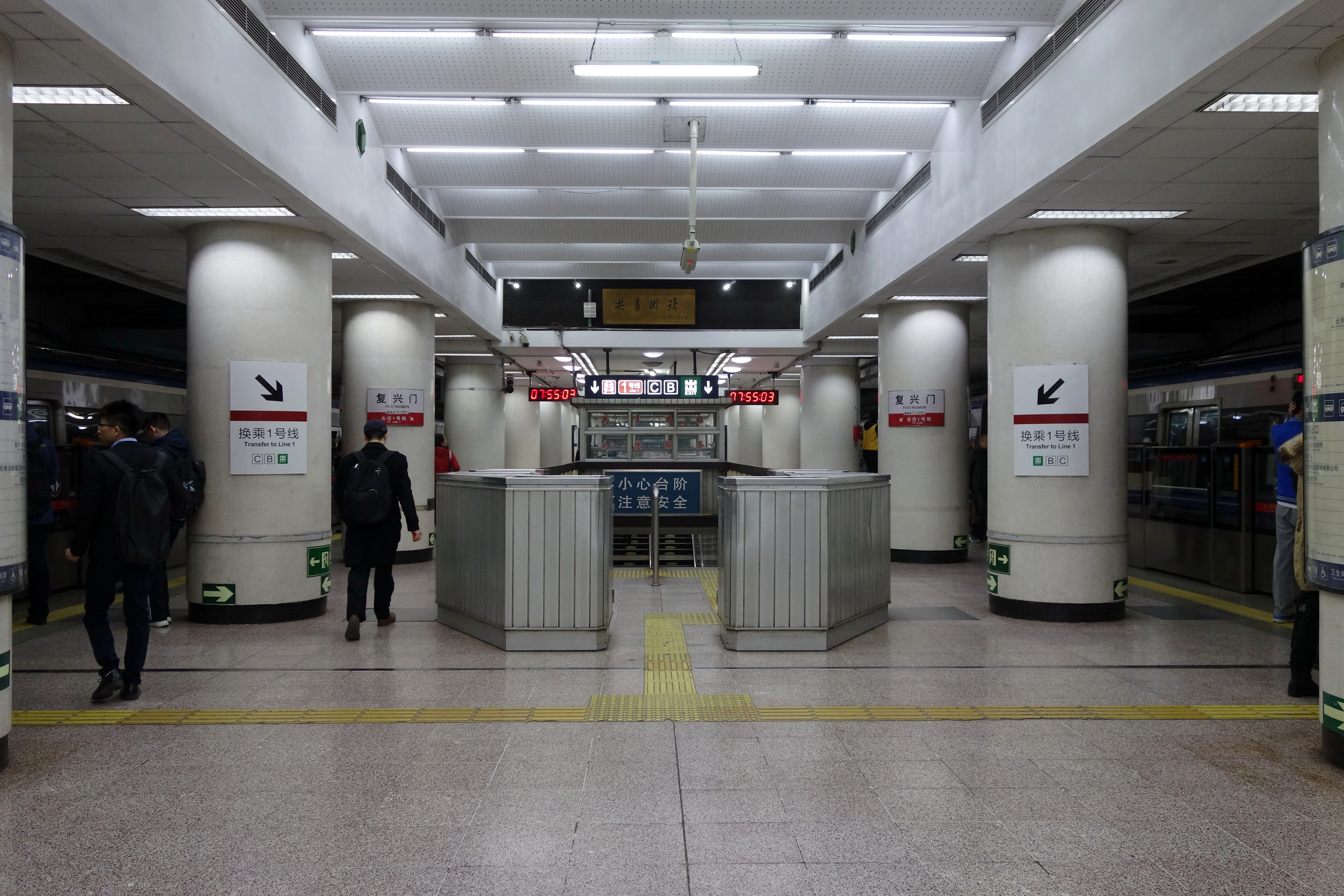
Transbord a l'estació de Fuxingmen de la Línia 2 a la Línia 1. Observeu la barrera utilitzada per restringir el flux de passatgers per reduir la congestió en les plataformes de la Línia 1.

Xina alberga algunes de les xarxes de metro més concorregudes del món. Malgrat l'agressiva expansió de les xarxes de trànsit ràpid en l'última dècada, el ràpid creixement de la població urbana ha posat una gran demanda en el transport urbà. Alguns sistemes restringeixen de forma rutinària les entrades a les estacions i transfereixen els passatges per evitar que la xarxa se sobrecarregui. Per exemple, 96 estacions del metro de Beijing tenen restriccions d'entrada en algun moment del dia. El metre de Guangzhou té 51 estacions amb restriccions de flux de passatgers.

### Colòmbia
En el bec i placa programa (bec i placa de matrícula) a Bogotà, s'evita que els conductors d'automòbils no comercials del permís de conduir durant les hores punta en certs dies de la setmana. Els vehicles prohibits cada dia estan determinats per l'últim dígit de la seva matrícula. La mesura és obligatòria i els que la infringeixen són sancionats. Els dígits prohibits cada dia es giren cada any.

### Grècia
A la ciutat cabdal d'Atenes, les hores punta solen ser de 7 a 10 del matí i de 4 a 7 de la tarda. Durant aquests períodes, hi ha congestió en el sistema de trànsit massiu d'Atenes, sobretot en autobusos i metre, així com en el tràfic rodat. Els trens de 6 vagons del metro d'Atenes transporten a gairebé 1,5 milions de passatgers durant un dia normal de la setmana.

### Japó

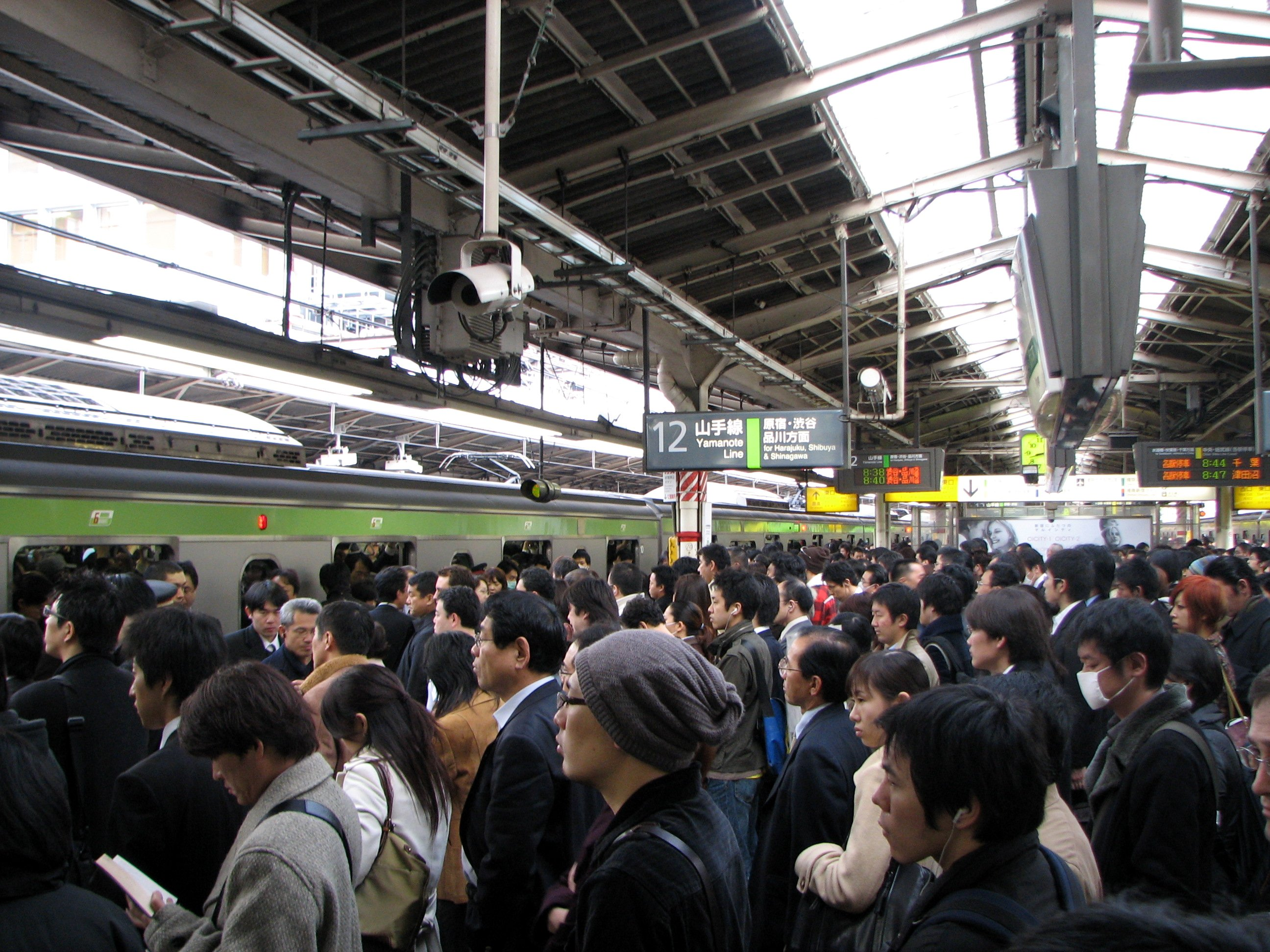
Hora punta en l'estació Shinjuku, Tòquio. L'estació és la més transitada del món,utilitzada per aproximadament 3,8 milions de passatgers per dia en 2008.

Al Japó, la proporció de transport ferroviari és alta en comparació de l'ús d'automòbils. El transport ferroviari representa el 27% de tot el transport de passatgers al Japó (altres exemples: Alemanya (7,7%), Regne Unit (6,4%), Estats Units (0,6%)). A l'àrea metropolitana de Tòquio i l'àrea metropolitana de Keihanshin hi ha una densa xarxa ferroviària i un servei freqüent, que representa més de la meitat del transport de passatgers; la majoria de les persones a l'àrea viatgen en transport públic sense usar automòbils.
Tradicionalment se sap que els ferrocarrils a l'àrea metropolitana de Tòquio estan severament congestionats, i s'empra oshiya per ajudar als passatgers a pujar al tren. Això s'està millorant gradualment augmentant la capacitat ferroviària i la gestió de la demanda. Les línies de tren a Tòquio han tingut reduccions significatives en l'amuntegament i avui funcionen a una mitjana del 163 per cent de la seva capacitat. Això contrasta amb la carrega mitjana del 221 per cent de la capacitat dissenyada [a] als trens de 1975 en hora punta.
En el transport per carretera, Expressways of Japan es regeix per un principi de pagament de beneficiaris que imposa costoses tarifes de peatge, la qual cosa té l'efecte de reduir el tràfic per carretera. El cobrament de peatge electrònic (ETC) està molt estès i s'han introduït descomptes durant els períodes de poc tràfic per dispersar el tràfic durant un període més ampli que l'hora punta. S'està considerant la tarifació de les carreteres, però no s'ha introduït, en part perquè la tarifa de l'autopista ja és molt alta.

### Països Baixos
Per als trens en els Països Baixos hi ha un descompte disponible en hores punta, la qual cosa dona un 40% de descompte. La seva vigència comença a les 9 del matí (fins a les 4 del matí de l'endemà) de dilluns a divendres, i durant tot el dia els caps de setmana i al juliol i agost. En el cas d'un grup de fins a quatre persones, tots obtenen el descompte fins i tot si solament un té una passada.
Les passades de tren que no requereixen un bitllet addicional vénen en dues versions: per a una ruta fixa i per a tota la xarxa. Tots dos són utilitzats principalment per viatgers. No s'ofereix cap versió d'aquestes passades amb descompte fora de les hores punta ja que la demanda és insuficient; els viatgers normalment no poden evitar l'hora punta.

### Filipines
Dins de Metro Manila, l'Autoritat de Desenvolupament Metropolità de Manila implementa el Programa Unificat de Reducció del Volum de Vehicles, conegut popularment com el "esquema de codificació de nombres". El programa estipula que els vehicles tenen prohibit circular per totes les carreteres dins de la metròpoli, segons l'últim dígit de les seves plaques i el dia de la setmana.
Els vehicles estan prohibits de 7 del matí a 7 de la tarda. A diferència dels vehicles públics, els vehicles privats tenen una excepció de finestra de cinc hores que s'estén des de les 10 del matí fins a les 3 de la tarda. No obstant això, les ciutats de Makati i Sant Joan no implementen la finestra de cinc hores.
Aquesta taula mostra les plaques de matrícula amb nombres que acaben amb els seus dies corresponents:
| Finalitzant en | Cada      |
| -------------- | --------- |
| 1 i 2          | Dilluns   |
| 3 i 4          | Dimarts   |
| 5 i 6          | Dimecres  |
| 7 i 8          | Dijous    |
| 9 i 0          | Divendres |

Estan exempts del programa les motocicletes, els autobusos escolars, els autobusos llançadora, les ambulàncies, els camions de bombers, els carros de policia, els vehicles militars, els que transporten a una persona que necessita atenció mèdica immediata i els vehicles amb plaques diplomàtiques .
D'altra banda, en altres llocs, existeixen certes polítiques que el govern municipal o municipal està proposant o ha implementat per a tot el municipi o ciutat.
Si bé la majoria de les escoles estan obertes, les hores punta als trens de trànsit ràpid en el sistema de trànsit ferroviari del metre de Manila i el sistema de trànsit del tren lleuger de Manila, i en els trens de rodalies en els ferrocarrils nacionals de les Filipines són de 6 a 9 del matí i de 4 a 8 de la tarda.

### Regne Unit
A Londres, les Travelcard de dies punta permeten viatjar a qualsevol hora. Les Travelcard per a dies no bec són entre un 20% i un 50% més barates, però solament són vàlides per viatjar després de les 9:30 de la tarda i els caps de setmana. Est és un intent d'encoratjar als viatgers a viatjar en el metre de Londres, el tren lleuger de Docklands, els autobusos i els tramvies fora del concorregut pic del matí dels dies de setmana. Existeix un sistema similar de Transport (Bus i Tyne i Wear Metro) a l'àrea de Newcastle upon Tyne. A Londres, els càrrecs per congestió estan destinats a descoratjar la conducció entre les 7 del matí i les 6 de la tarda.
A Manchester, el sistema de tren lleuger de Metrolink ofereix bitllets d'anada i volta i bitllets d'estalvi de dia 'Metromax' a un preu reduït quan es compren després de les 9:30 de la tarda. Aquest incentiu està dissenyat per atreure als passatgers a evitar les condicions d'amuntegament diari en les estacions de Metrolink durant les hores punta.
Per als titulars de Railcard de 16 a 25 anys, l'oferta d'un terç de descompte en el preu dels bitllets és vàlida solament després de les 10 de la tarda (tret que es pagui una tarifa mínima) o els caps de setmana. Aquesta restricció no s'aplica al juliol i agost, la principal temporada de vacances d'estiu.
Per altres Railcards, s'apliquen altres restriccions; per exemple, Family Railcard i Network Railcard no es poden utilitzar per a viatges punta dins de Londres i el sud-est d'Anglaterra.

### Estats Units

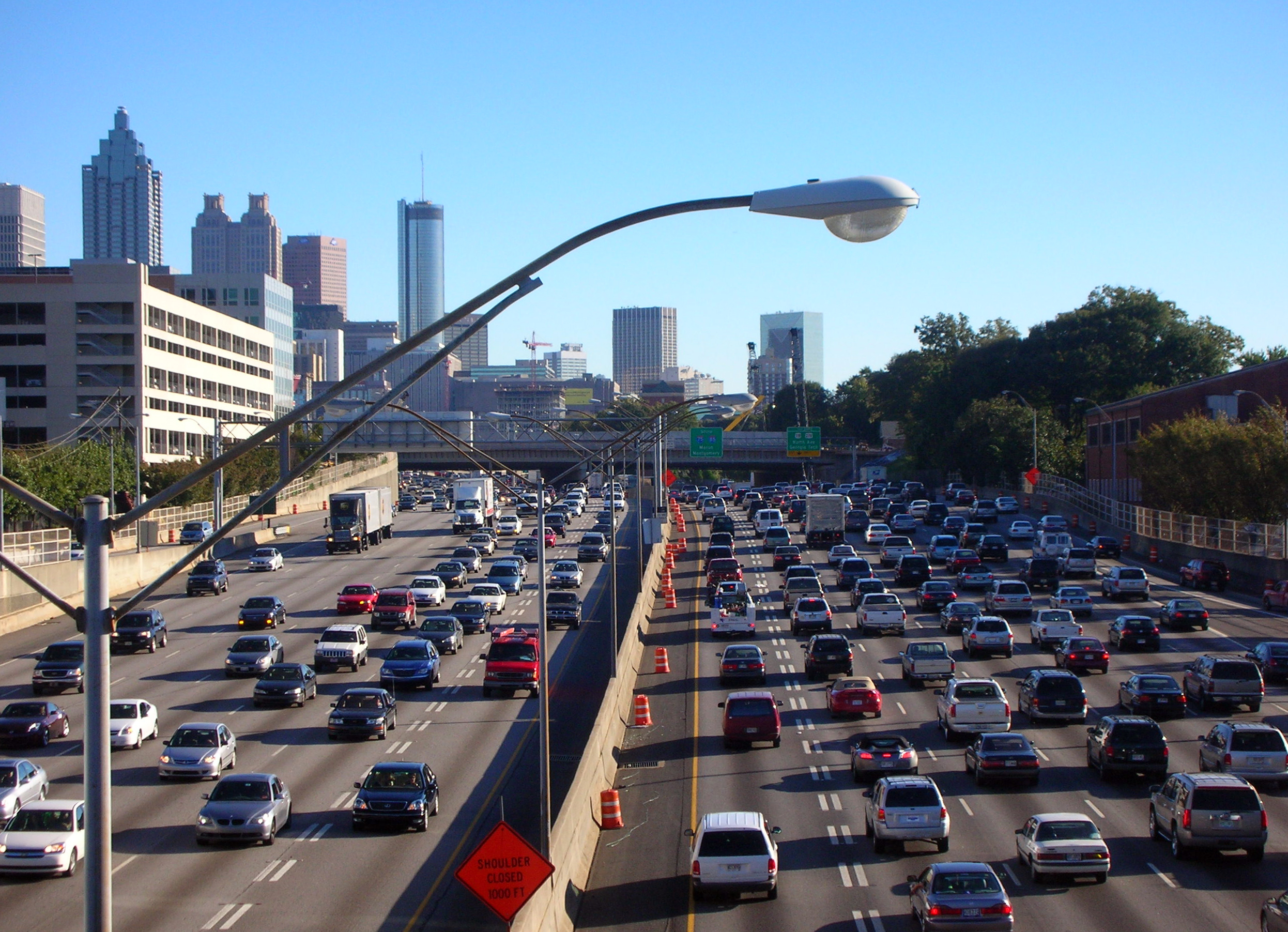
Tràfic a Atlanta durant les hores punta

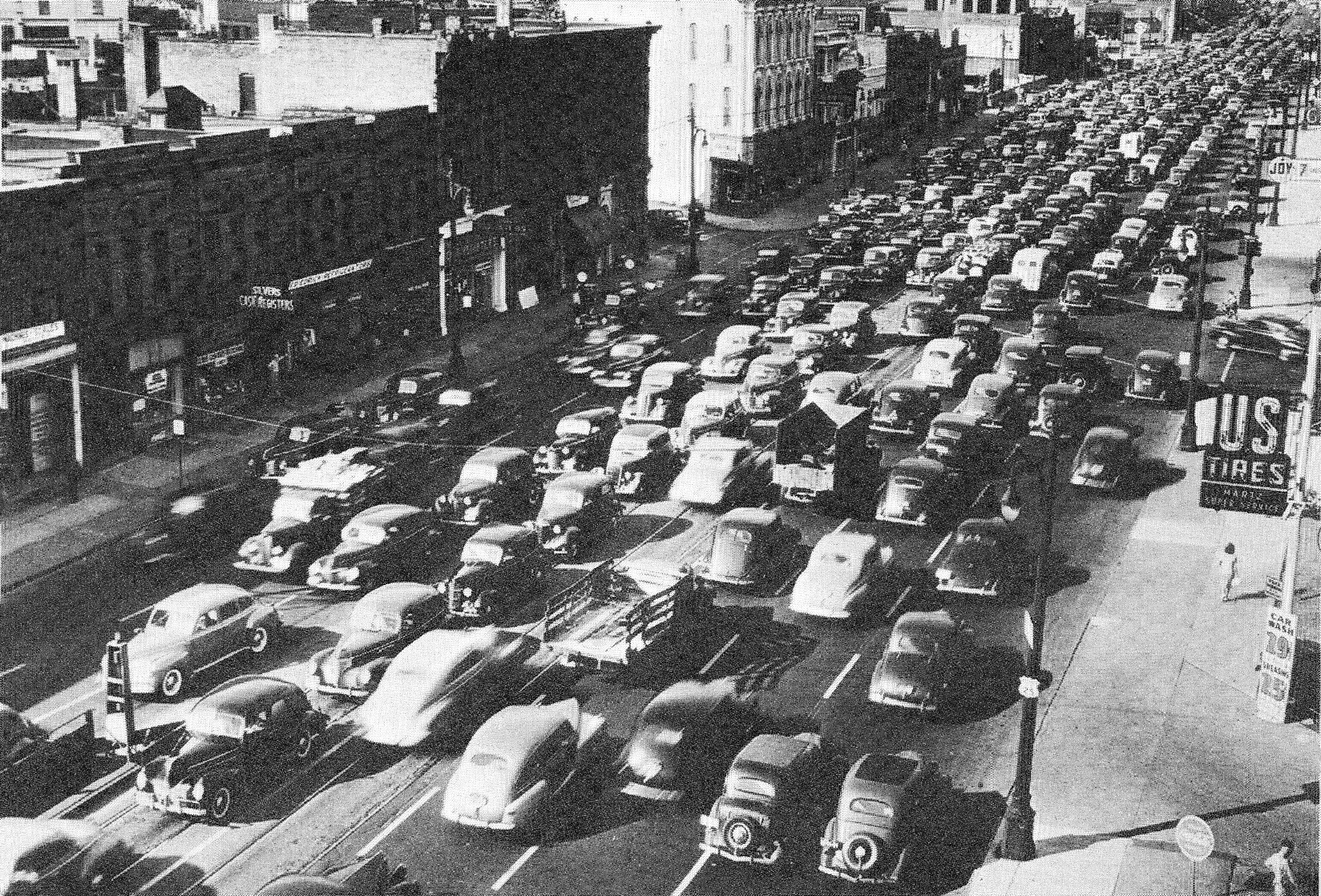
Gran congestió en les hores punta en la US 25 al llarg de Gratiot Avenue a Detroit en la dècada de 1940.

Els esforços per gestionar la demanda de transport durant les hores punta varien segons l'estat i l'àrea metropolitana. En alguns estats, les autopistes tenen carrils designats que es converteixen en HOV (vehicles d'alta ocupació, també coneguts com a vehicles compartits) solament durant les hores punta, mentre que estan oberts a tots els vehicles en altres hores. En uns altres, com la part de Massachusetts de la I-93, es permet viatjar en el carril d'avaries durant aquest temps. Diversos estats utilitzen mesuradors de rampa per regular el tràfic que ingressa a les autopistes durant les hores punta. Els funcionaris de transport a Colorado i Minnesota han agregat preus de valor a algunes autopistes urbanes al voltant de Denver, les Ciutats Bessones i Seattle, cobrant als automobilistes un peatge més alt durant els períodes punta.
Les agències de trànsit, com a Metre North que serveix a la ciutat de Nova York, WMATA que serveix a Washington, DC, sovint cobren als passatgers una "tarifa punta" més alta per viatjar durant les hores punta del matí i la tarda.
Les hores punta del matí poden oscil·lar entre les 6 i les 10 de la tarda a ciutats com Nova York. Alguns viatgers de Nova York intenten estar en la carretera almenys a les 6 de la tarda perquè el tràfic es torna dens entre les 6:30 i les 10 de la tarda. Molts viatgers de tren surten d'hora per aconseguir els millors seients als trens, perquè a les 7 de la tarda els trens estan plens de passatgers dempeus o aquells que no poden pujar. Los Angeles, Califòrnia, té diverses hores punta, inclosa la mitjanit per als treballadors nocturns. Els serveis d'autobús i tren (com Metrolink) a Los Angeles són limitats i tendeixen a estar infrautilitzats, però el seu ús està augmentant. A l'àrea de Chicago, la gent usa els trens Metra, la 'L' i els autobusos.
En el nord-est d'Ohio, prop de Cleveland, l'hora punta del matí és de 7 a 9 de la tarda, i l'hora punta és de 7:30 a 8:30 de la tarda. A causa de la grandària compacta de Cleveland, la majoria de les persones poden estar al centre de Cleveland en 10 a 45 minuts. L'Autoritat de Trànsit Regional de l'Àrea Metropolitana de Cleveland opera autobusos cada mitja hora o amb més freqüència i algunes rutes tenen autobusos sense parades que funcionen durant les hores punta. El servei de tren pesat de la Línia Vermella pansa cada deu minuts, i el servei de tren lleuger de la Línia Blava, Verda i Enfront del Mar passa cada quinze.
També hi ha una hora punta a la tarda. Per exemple, a l'àrea de la ciutat de Nova York, l'hora punta de la tarda pot començar a les 2:30-3 del matí i durar fins a les 7-7:30 de la tarda. Algunes persones que viuen en Connecticut però treballen a Nova York sovint no arriben a casa fins a les 7 del matí o més tard. D'altra banda, en una ciutat més petita com Cleveland, l'hora punta de la tarda es duu a terme en un sentit més literal, de manera que la congestió del tràfic pesat generalment solament ocorre entre les 5 i les 6 del matí. En general, la RTA a Cleveland té un horari d'hora punta a la tarda, com el matí.

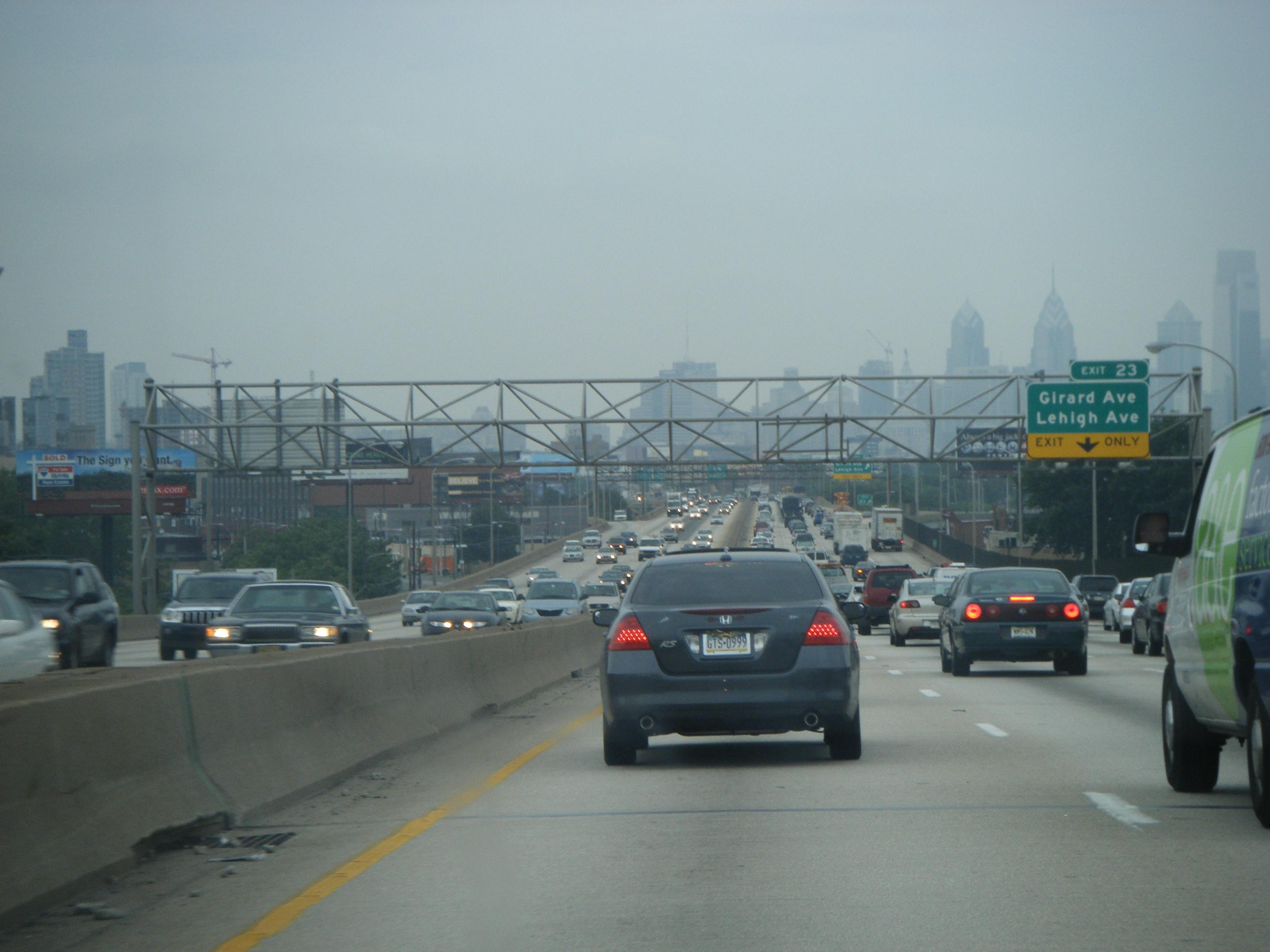
Tràfic que es dirigeix a Filadèlfia per la Interestatal 95 durant l'hora punta del matí.

La ciutat de Filadèlfia és coneguda per la seva molt perillosa Schuylkill Expressway, gran part de la qual és anterior a la introducció en 1956 del Sistema d'Autopistes Interestatals. Una de les carreteres més transitades del país (i de l'estat de Pennsilvània) i amb la carretera molt per sobre de la seva capacitat, s'ha tornat famosa per la seva congestió crònica, especialment durant les hores punta. L'hora punta a Filadèlfia sol ser a les 6 de la tarda, i molts a la vall de Delaware utilitzen Schuylkill per arribar al centre de Filadèlfia.i alguns dels suburbis de l'oest de Filadèlfia. El terreny accidentat, l'espai limitat enfront del riu cobert per la ruta i els trams estrets de ponts que passen sobre la carretera han obstaculitzat en gran manera els intents posteriors de millorar o eixamplar la carretera. Una mitjana de 163.000 vehicles usen la carretera diàriament al comtat de Filadèlfia i una mitjana de 109.000 usen la carretera al comtat de Montgomery. La seva configuració de carril estret i voral esquerre, les entrades i sortides del carril esquerre (sobrenomenat "fusionar-se o morir"), l'activitat de construcció comuna i les condicions de congestió general han provocat molts accidents, lesions crítiques i morts, la qual cosa ha donat lloc a l'àlies humorístic de la carretera de "Surekill Expressway" o en un adorn addicional, "Surekill Distressway".
Boston i la regió més gran del Gran Boston són notoris per la congestió del tràfic a causa de l'alta densitat de població, el sistema de carreteres antiquat i el creixement econòmic de la regió, la qual cosa dona com a resultat una alta concentració de corporacions amb grans oficines situades al llarg de les principals autopistes i circuits urbans (inclosa la Ruta 128, MassPike, I-93 i I-495). Malgrat la naturalesa compacta de la regió, el tràfic entrant es torna molt dens en totes les autopistes des de les 6 de la tarda. en un matí típic d'un dia laborable, la qual cosa fa que un viatge entrant des dels suburbis duri fins a 75 minuts. Millores aportades per l'infame Big Dig, el projecte va millorar temporalment el tràfic de l'autopista dins dels límits de la ciutat de Boston, però la congestió del tràfic aviat va tornar, i també va aparèixer en àrees com l'àrea de ràpid desenvolupament Seaport District de South Boston.